# パーシー・グレインジャー
パーシー・オルドリッジ・グレインジャー（英: Percy Aldridge Grainger, 1882年7月8日 - 1961年2月20日）は、オーストラリア生まれのピアニスト、作曲家、編曲家。

## 生涯

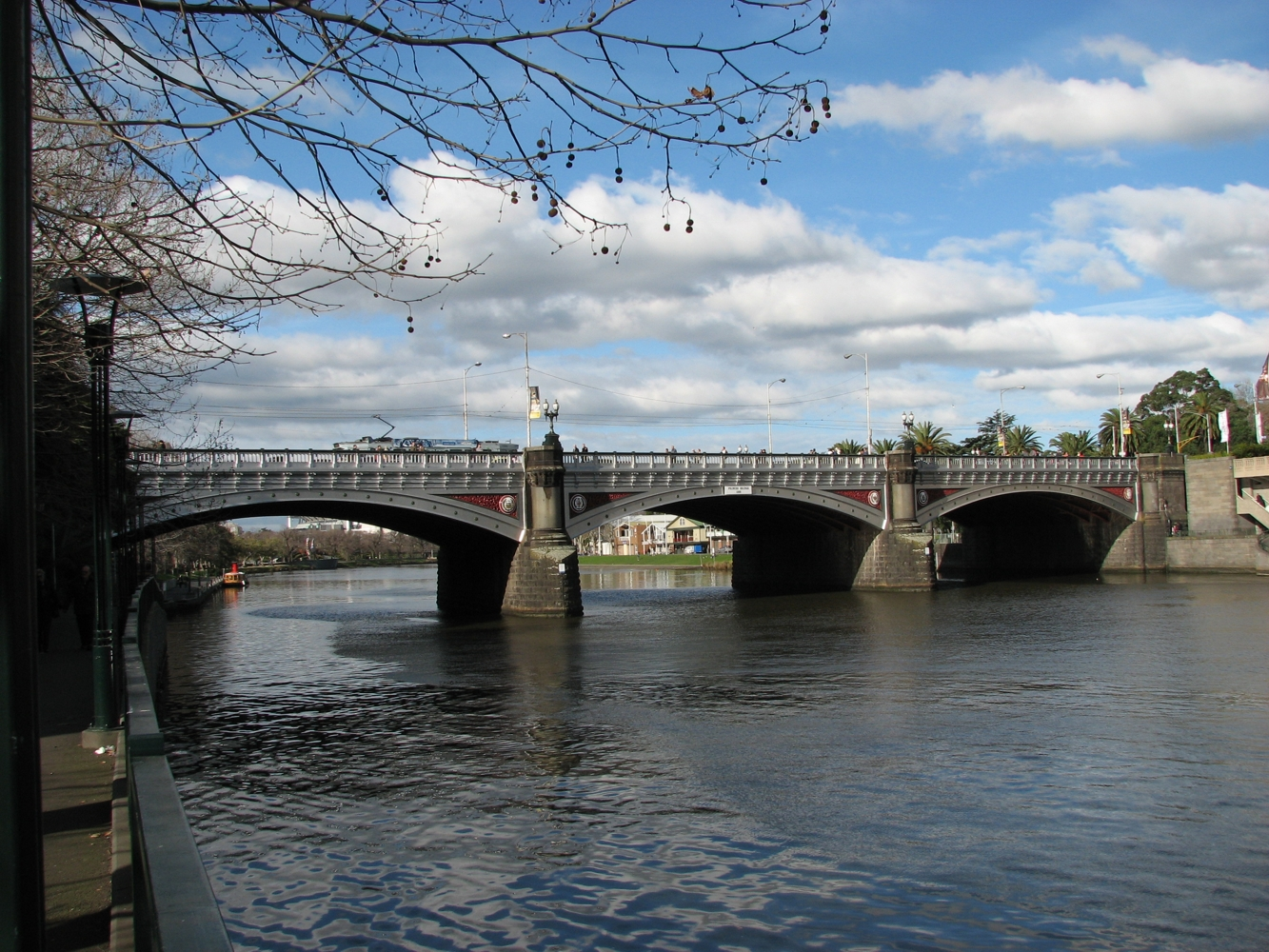
ジョン・グレインジャーが設計したプリンセス橋

パーシー・グレインジャーは、1882年7月8日にメルボルンの南東にあるブライトンで生また。彼の父親ジョン・グレインジャーはイギリス生まれの建築家で、1877年にオーストラリアに移住しメルボルンのヤラ川に架かるプリンセス橋（1888年竣工）を設計し認められていた。母ジョンローズ・アニー・オルドリッジは、アデレードのホテル経営者ジェームズ・ヘンリー・オルドリッジの娘であった。
ジョン・グレインジャーは芸術家であり、幅広い文化的関心と、幅広い友人を持っていた。

### 幼少期
グレンジャーと母は 1895年5月29日にオーストラリアを離れ、ヨーロッパへ向かった。
1901年、19歳の彼は母とイギリスのロンドンへ渡り、そこで才能が開花した。この間に『コロニアル・ソング』と『モック・モリス』が出版されている。
1907年の夏、ノルウェーのトロルハウゲンに作曲家、グリーグを訪ね、彼の自国の音楽を大切にする心に民俗音楽への興味を引き起こされたグレインジャーは、エジソンによって発明された蝋管蓄音機を使い、イギリスを回り、民謡を歌い手らから収集し、また、それらの編曲も行った。グリーグは自らの指揮とグレインジャーのピアノによる演奏旅行を計画したが、実現の数週間前にグリーグが帰らぬ人となる。その後のグレインジャーは、グリーグのピアノ協奏曲を他の作品よりも多く演奏しており、また、グリーグの未亡人ニーナからは遺品の金の懐中時計を贈られている。
彼はピアニストとして、ドイツ、オランダ、北欧での演奏会を多く開いている。また、スカンジナヴィアやイギリス、ヨーロッパ大陸諸国の音楽家達との交際があり、その中には、ヴォーン・ウィリアムズ、ハーマン・サンドビー（Herman Sandby）、ディーリアス、シリル・スコット、ヘンリー・バルフォア・ガーディナー、R.シュトラウス、エネスク、ドビュッシー、エルガーらの名前があった。
1908年、グレインジャーが26歳の時に、彼の最初の録音がグラモフォン社によってなされた。この年、彼は女子運動選手のためのブラジャーをデザインしており、また、翌年にかけては、オーストラリアの女性歌手、アダ・クロスリーとの祖国への演奏旅行がなされた。
指揮者、トーマス・ビーチャムに勧められグレインジャーがバレエ音楽『戦士たち』を書いたのは1913年から1916年にかけてのことである。

### 1914年 第一次世界大戦勃発
6月28日のサラエヴォでの銃声から世界は第一次世界大戦へと向かうが、その年の9月、32歳のグレインジャーはアメリカへ移住し、そこで終生を過ごした。この年、出版社シャーマーと契約し、翌1915年、ピアノ奏者としてニューヨークでのデビューを果たした。
1917年の4月、34歳の時に父が亡くなり、この年の6月に楽隊員として軍に入隊する。フォート・ハミルトンの第15歩兵団に配属され、ここでオーボエとサキソフォンの演奏を覚える。1918年にグレインジャーはアメリカ合衆国の市民権を得ており、代表作となったピアノ曲、『カントリー・ガーデン』はこの年に書かれている。1919年に軍を除隊した。
彼の音楽は従来の常識的な編成にとらわれず、大編成の木管楽器での合奏や、複数配置された合唱隊や打楽器のみのためのもの、ピアノのための作品も4手や8手のものが含まれる。主な作品は、ピアノの独奏、弦楽を含む三重奏、四重奏等であるが、『カントリー・ガーデン』もこの多様な編成の例外でなく、大きな編成の木管合奏への編曲もなされた。この時期がピアノ奏者として、また、作曲家としての最盛期であった。当時体重は約66Kg、身長は約173cm、ブロンドの髪を長く伸ばし、「走るピアニスト」と言われたように、階段を駆け上がり、演奏は町から町へ歩いて、または走って移動した。
1922年、グレインジャーの音楽的な才能を伸ばすため共に行動してきた母親が自ら建物から飛び降り、亡くなるが、彼は1928年に詩人で画家でもあったスウェーデン人のエラ・ストローム（Ella Ström）と46歳で結婚している。翌1929年、シカゴ市民歌劇場での『戦士たち』の演奏が、47歳のグレインジャーの指揮する3台のグランド・ピアノと最大編成の管弦楽によって行われた。
1932年から1933年にかけて、グレインジャーはニューヨーク大学の音楽学部長を務め、1938年、彼が57歳の時にグレインジャー博物館が開館した。彼は1941年に、エッセイ『如何にして私は菜食主義者になったか』（How I became a meat-shunner）を書いている。1914年以来2度目となるイギリスでのピアノ公演が1947年に行われ、1950年にアメリカ芸術文学アカデミーから表彰された。

### 第二次世界大戦時
1939年9月第二次世界大戦の勃発により、グレインジャーの海外旅行は縮小された。1940年の秋、この戦争がアメリカ東海岸に侵攻を引き起こすのではないかと警戒したグレンジャーとエラはアメリカの中心にあるミズーリ州のスプリングフィールドに引っ越した。1940年から、チャリティーコンサートで定期的に演奏した。1941年の12月にアメリカが真珠湾攻撃を受け戦争に突入してからはなおさらであった。歴史家のロバート・サイモンは、グレインジャーが戦時中に陸軍や空軍のキャンプなどで行われたチャリティーコンサートに合計274回出演したと計算している。

### 晩年
近代のエレクトロニック・シンセサイザーの先駆者とみなされている科学者Burnett Crossと協力して、Free Music machines(自由音楽機?)を創り出した。この前衛的な創作活動は1952年(70歳)暮れまで続き、結局はシュトックハウゼンの作品が脚光を浴びることにつながった。
1953年に腹部の癌の手術を数回受け、作曲活動は続けていたが、身体上はその後回復に向かうことはなかった。その2年後、「性（Sexuality）」に関するエッセイを書いたが、自分の死後10年間は公開しないとの遺言であった。
1957年までに、グレインジャーの健康状態と集中力は著しく低下した。
1961年2月20日、ニューヨーク州ホワイト・プレインズの自宅で前立腺癌のため死亡した。遺体は南オーストラリアの州都、アデレードの家族の墓地に葬られた。死後の1970年代に、遺言に従い、銀行に預けられていた箱を開封したところ、鞭などSM趣味にまつわる道具や雑誌などが保管されていた。
グレインジャーは極度に多忙な生活であったが、1200曲以上の作品と編曲を残しているのは驚くべき事である。
グレインジャーは、過去の偉大な音楽家として3人を挙げており、それはベートーヴェンと、ディーリアスと、デューク・エリントンだという。

## 主要作品
- 組曲「リンカンシャーの花束」 Lincolnshire Posy
- 戦士たち 〜想像上のバレエ音楽 The Warriors, The Music to an Imaginary Ballet
- 組曲「早わかり（要約すれば）」In a Nutshell
- カントリー・ガーデン（英語版） Country Gardens
- トレイン・ミュージック（汽車の音楽）（英語版） Train Music
- シェパーズ・ヘイ Shepherd's Hey
- ヒル・ソング第1番 Hill Song No.1
- ヒル・ソング第2番 Hill Song No.2
- デリー地方のアイルランド民謡 Irish Tune from County Derry
- ブリッグの定期市 Brigg Fair
- 子供たちのマーチ「丘を越えて彼方へ」 Over the Hills and Far Away, Children's March
- ボニー・ドゥーン（美しきドゥーン川）の堤よ土手よ Ye Banks and Braes o' Bonnie Doon[9]
- モック・モリス（英語版） Mock Morris
- ウォーキング・チューン Walking Tune
- 岸辺のモリー （英語版） Molly on the Shore
- ローマの権力とキリスト教徒の心 The Power of Rome and the Chiristian Heart
- コロニアル・ソング（英語版） Colonial Song
- 不変のド The Immovable Do
- ダオメーで In Dahomey
- スプーンリバー Spoon River